# Рудковський Арій Федорович
А́рій Фе́дорович Рудко́вський (1922 — після 1979) — генеральний директор Харківського турбінного заводу, лауреат Державної премії УРСР в галузі науки і техніки 1979 року, винахідник.

## З життєпису
Народився 1922 року. Станом на 1979 рік — генеральний директор Харківського турбінного заводу.
Лауреат Державної премії УРСР в галузі науки і техніки 1979 року — за «створення серії парових турбін одиничною потужністю 500000 кВт (типу К-500-65/3000) для атомних електростанцій», співавтори Брюханов Віктор Петрович, Вірченко Михайло Антонович, Герман Самуїл Йосипович, Капінос Василь Максимович, Касаткін Борис Сергійович, Косяк Юрій Федорович, Назаров Ігор Костянтинович, Панков Ігор Іванович, Сухінін Віктор Павлович.